# Дуглас, Густав Отто
Густав Отто Дуглас (Оттон Дуклас) (швед. Gustav Otto Douglas; 23 февраля 1687, Стокгольм — 2 февраля 1771, Ревель) — шведский военный и российский государственный деятель, участник Великой Северной войны.

## Биография
Происходил из шотландского рода Дугласов. Служа в шведской армии, состоял лейб-драбантом Карла XII. Участвовал в Полтавском сражении, в котором попал в плен.
В 1717 году добровольно поступил на русскую службу и понравился Петру I. Был назначен в занятую русскими войсками Финляндию лагманом (губернатором) Або.
За убийство в запальчивости русского капитана он был приговорён судом к пожизненному заключению, но Пётр I заменил наказание 3-недельной работой в Летнем саду в Санкт-Петербурге.
Генерал-майор (1719 год). Генерал-лейтенант (1725 год) Украинского корпуса. Участвовал во взятии Азова в 1736 году и в походе Ласси в Крым в 1737 году, в том числе командовал в битве при Карасубазаре 14(25) июля 1737 года.
В 1738—1740 годах был губернатором Ревельской губернии. Будучи губернатором Ревеля, был по приказанию Анны Иоанновны предан суду по обвинению в изменнической переписке со Швецией. Последствия суда неизвестны, но Дуглас сохранил чин генерал-лейтенанта и поместья в Лифляндии и Эстляндии, где и умер.
Миних отзывался о нем как о дельном генерале и хорошем администраторе.

## Награды
- Орден Святого Александра Невского (28.04.1734)